# Tilleul de Kasberg
Pour les articles homonymes, voir Kasberg (homonymie).
Le tilleul de Kasberg (allemand : Kasberger Linde, également connu sous le nom de tilleul de Cunégonde ou tilleul des Français) est un tilleul à grandes feuilles (Tilia platyphyllos) situé en bordure du quartier de Kasberg (de) à Gräfenberg, dans l'arrondissement de Forchheim. C'est probablement à proximité de ce tilleul de justice que se tenaient des procès au Moyen Âge Selon différentes estimations, le tilleul est âgé de 600 à 1000 ans et est répertorié depuis au moins 1976 comme monument naturel auprès de l'autorité inférieure de protection de la nature de l'arrondissement de Forchheim. Juste à côté du vieux tilleul de Kasberg se trouve un autre tilleul, âgé d'environ 150 ans.

## Situation
Kasberg se trouve à trois kilomètres au nord-ouest de Gräfenberg et à environ 25 kilomètres au nord-est de Nuremberg. Le tilleul se trouve à la limite ouest de la localité, à une altitude d'environ 510 mètres (Normalnull), à côté du croisement de deux anciennes voies de communication, à savoir la route entre Leutenbach et Gräfenberg (aujourd'hui FO 14) et la route entre Walkersbrunn et Kasberg (FO 42/FO 14). Du point de vue du paysage, il s'agit d'une situation de plateau sur le bord sud-ouest de la Suisse franconienne à l'intérieur du Jura franconien.

## Histoire

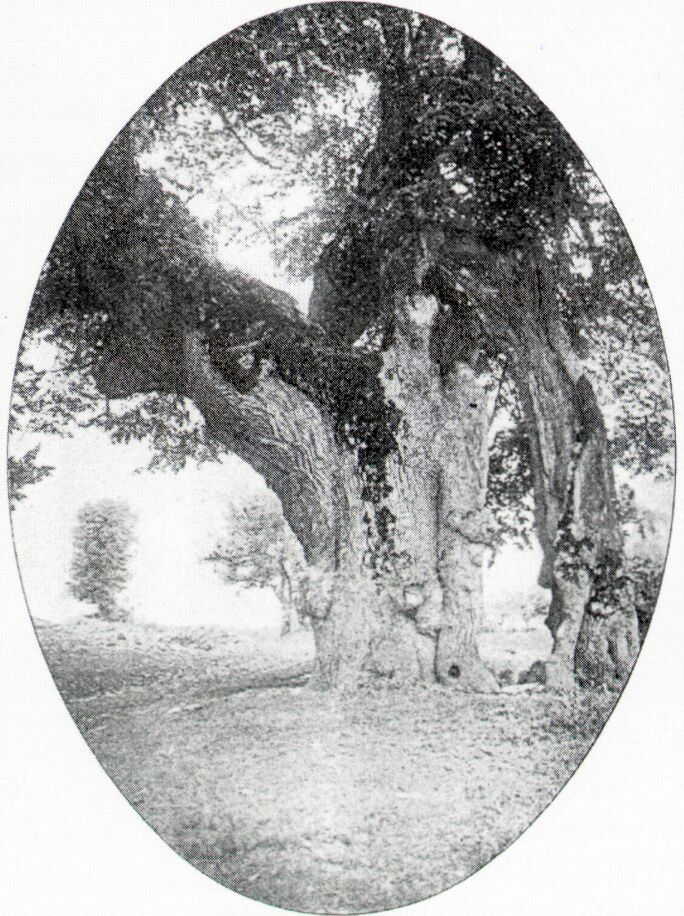
L'arbre vers 1900 dans Gerichtslinden und Thingplätze in Deutschland, page 47

Selon une légende, la sainte impératrice du Saint-Empire Cunégonde de Luxembourg, épouse de l'empereur Henri II, aurait planté le tilleul de ses propres mains ou lui aurait rendu visite il y a environ 1000 ans,. D'autres tilleuls ont été nommés en l'honneur de Cunégonde, qui jouissait d'une grande popularité en Franconie depuis sa canonisation par le pape Innocent III en 1200,comme à Gräfenberg et à Burgerroth (de), au sud de Würzburg. Concernant la légende de la plantation du tilleul de Kunigunden, on peut lire dans la Chronique de Gräfenberg de 1850 : « Elle aurait été plantée par Cunégonde, épouse de l'empereur Henri II, et cette plantation aurait dû avoir lieu vers l'an 1008, alors qu'Henri était à Bamberg et y fondait l'évêché, et que les villes commençaient à se soulever et que se formait l'état de citoyen libre, par lequel le servage a reçu le premier coup puissant, et à partir duquel la liberté s'est peu à peu répandue sur le peuple des campagnes ».
Jusqu'à la fin du Moyen-Âge, Kasberg a accueilli des journées de justice pour le district de l'ancien Landbezirks Auerbach in der Oberpfalz. Ainsi, au XIIIe siècle, le juge d'Auerbach aurait tenu "à Kasberg, près du tilleul encore debout, sous le ciel libre, un tribunal du Schranne (de) avec le bâton de justice (de)". D'après la chronique locale de Kasberg de 1920, le juge Volkelt von Taun de Sulzbach aurait également utilisé les environs vers 1360 pour tenir ses procès. On peut toutefois se demander si l'un des arbres mentionnés à l'époque était effectivement l'actuel tilleul de Kasberg.
Différentes histoires et légendes liées aux guerres révolutionnaires et napoléoniennes entourent le tilleul : ainsi, en 1795, lors de la première guerre de coalition, des soldats hongrois auraient campé sous le tilleul, et un hussard se serait caché avec son cheval dans le tilleul, de sorte qu'il n'aurait pas été reconnu et aurait ainsi pu échapper à ses poursuivants. Lorsque les troupes françaises traversèrent le Kasberg en 1796, des soldats du général Jean-Baptiste Jourdan auraient tiré au canon sur le tilleul, raison pour laquelle celui-ci est aussi appelé "tilleul des Français" dans le langage populaire.
En 1798, des combats opposèrent des régiments impériaux aux troupes du général français Augereau à proximité immédiate de Kasberg. Lors d'une marche de soldats français à travers Kasberg en 1806, le tilleul fut incendié, le tronc étant gravement endommagé par le feu qui s'était déclaré sous l'arbre, mais pas complètement détruit.
Sur le Uraufnahmeblatt NW 73-11 de l'année 1822 de la première cartographie complète de la Bavière de 1808 à 1853, on reconnaît le tilleul de Kasberg en bordure de la localité, à un croisement de routes, sous la forme d'un arbre feuillu isolé sur un terrain désigné par "Gem.[einde]". Dans la feuille d'impôts N. W. LXXIII, regravée en 1876, l'arbre est mis en évidence comme poste de triangulation. Contrairement à aujourd'hui, les routes n'étaient pas goudronnées à l'époque.
H. Räbel a montré en 1905, dans le livre sur les arbres du photographe arboricole Friedrich Stützer, une illustration du tilleul avec un tronc creux et divisé, dont la partie inférieure de la couronne était encore entièrement présente. Dans ce contexte, Räbel mentionnait qu'"il y a environ 50 ans, deux grands tilleuls se trouvaient encore à côté de notre tilleul" (donc vers 1850). Un document plus ancien, datant de 1764, est en contradiction avec cette affirmation : dans l'Allgemeine Oekonomischen Forst-Magazin, seuls deux tilleuls imposants étaient mentionnés, le "tilleul supérieur" et le "tilleul inférieur". Le tilleul supérieur était décrit comme étant complètement creux et avait déjà brûlé deux fois. L'envergure de ce tilleul était indiquée comme étant de 45 sabots (13,7 mètres) et sa hauteur de 60 sabots (18 mètres). Extrapolées, ces données correspondraient aux dimensions du tilleul actuel. Selon des archives, le tilleul du bas, qui se trouvait à quelques pas, est cependant l'actuel tilleul de Kasberg. En 1764, il aurait eu un aspect extérieur encore parfaitement sain, une circonférence de 28 sabots (environ 8,4 mètres) et une hauteur de 70 sabots (21 mètres). En rassemblant ces données de différentes époques, il apparaît qu'au fil des siècles, différents tilleuls ont été appelés Vieux tilleul.
Dans la chronique de Gräfenberg de 1850, on peut lire : « Elle est peut-être vieille de mille ans, et on peut passer à cheval confortablement à travers sa cavité intérieure ouverte sur trois côtés ». Le tronc était déchiré en quatre parties et avait une envergure de 16 mètres. La cavité avait une hauteur de trois mètres et le diamètre moyen du tilleul était de 4,5 mètres. La couronne avait un diamètre de 20 pour une hauteur de l'arbre de 12 mètres. Selon la tradition, les jours de fête, les habitants de Kasberg dansaient autrefois dans le tilleul, six couples de danseurs pouvant tourner dans la cavité du tilleul. Autrefois, une plateforme de danse en bois aurait également été installée auprès de l'arbre.
Le tilleul a acquis une notoriété interrégionale à partir du début du XXe siècle grâce à plusieurs reportages. En 1902, le journal Augsburger Abendzeitung (de) publia un article sur le tilleul. La même année, le Bamberger Tagblatt (de) rendit public un article sur l'arbre. Peu après, un autre papier parut dans le guide touristique Die Fränkische Schweiz.

## Galerie

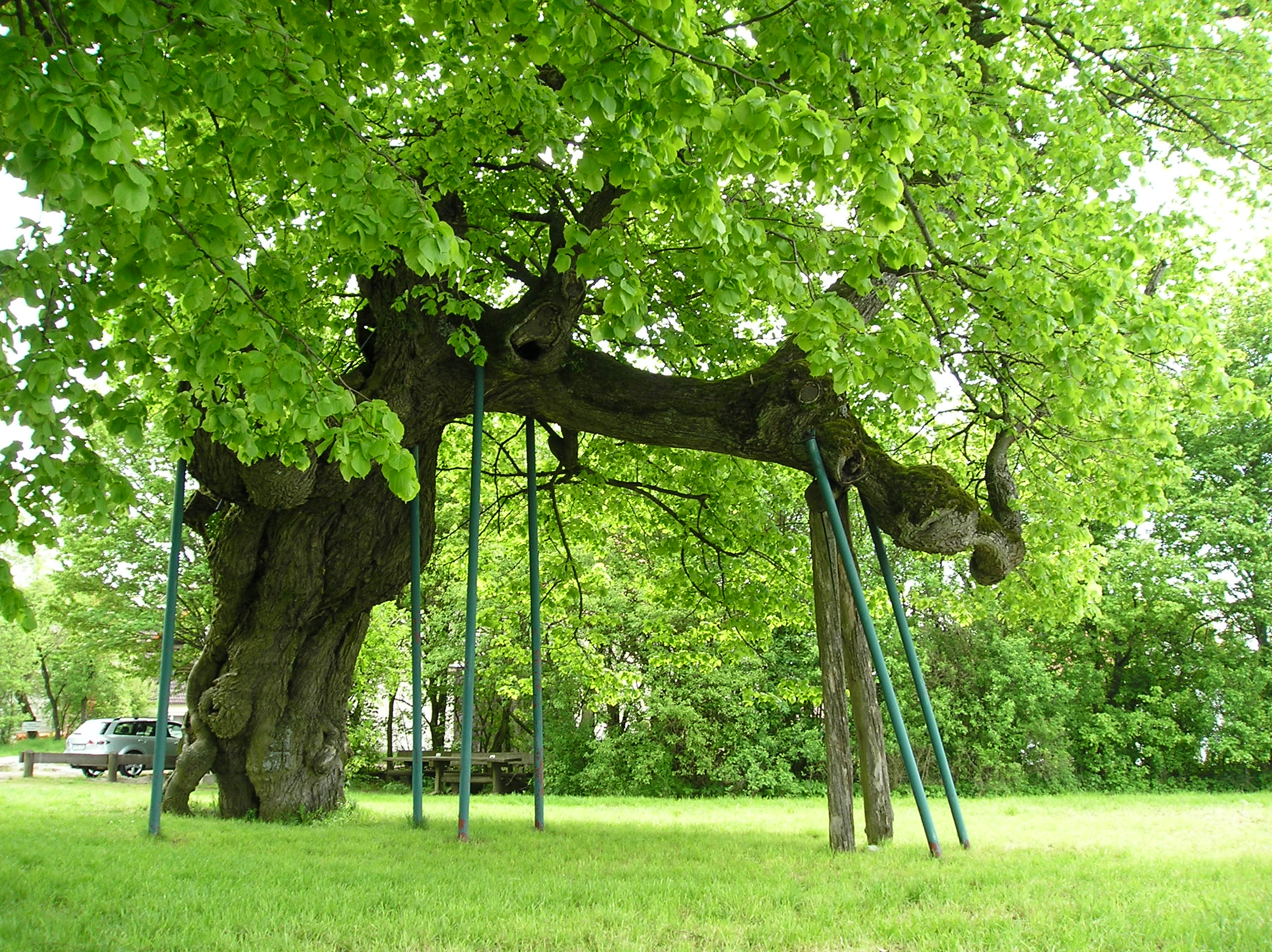
L'arbre en 2005. Son tronc est pourri, ce qui le rend instable
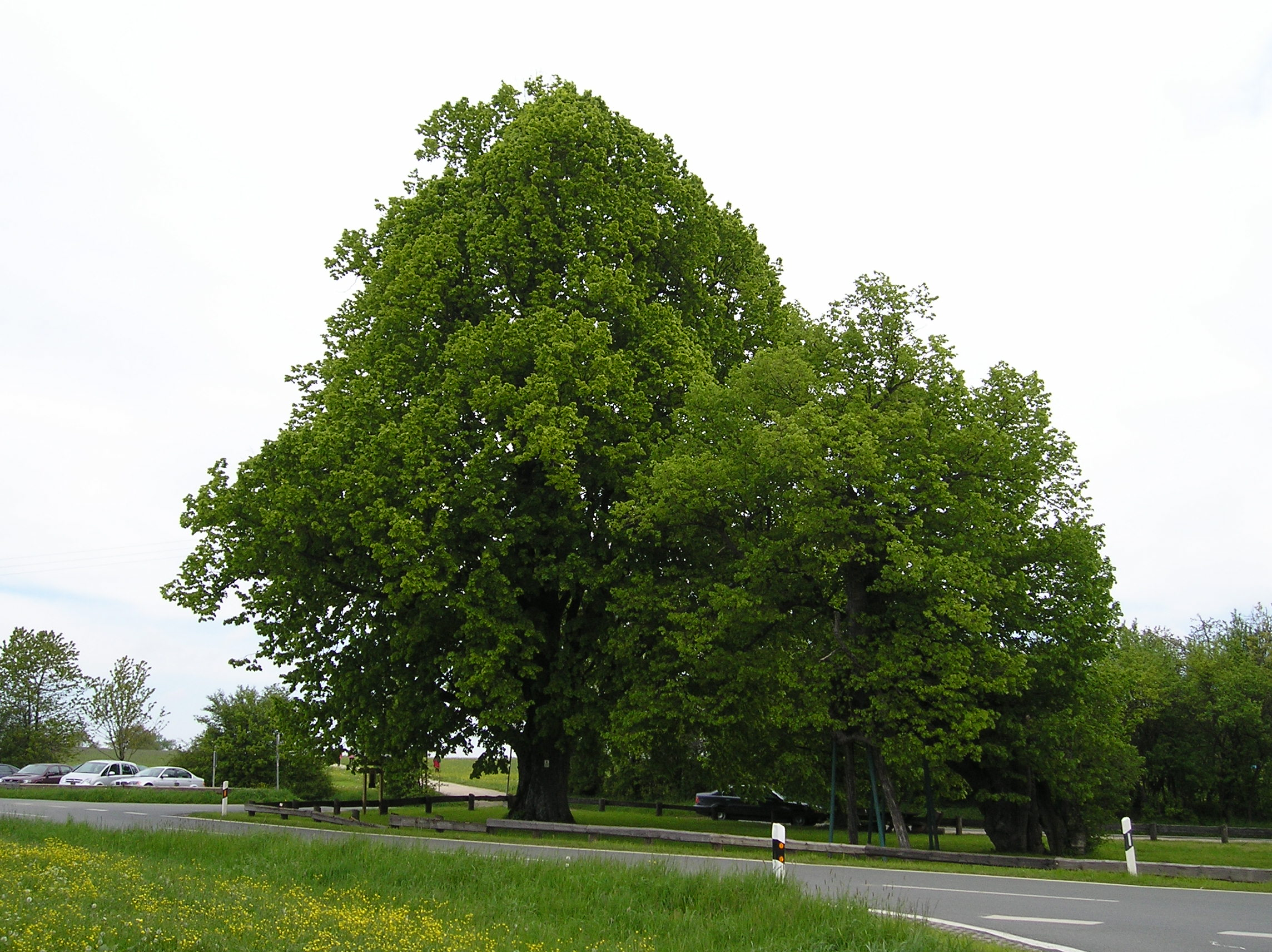
Le nouveau (au milieu à gauche) et l'ancien (au milieu à droite) tilleul du village de Kasberg, 2005
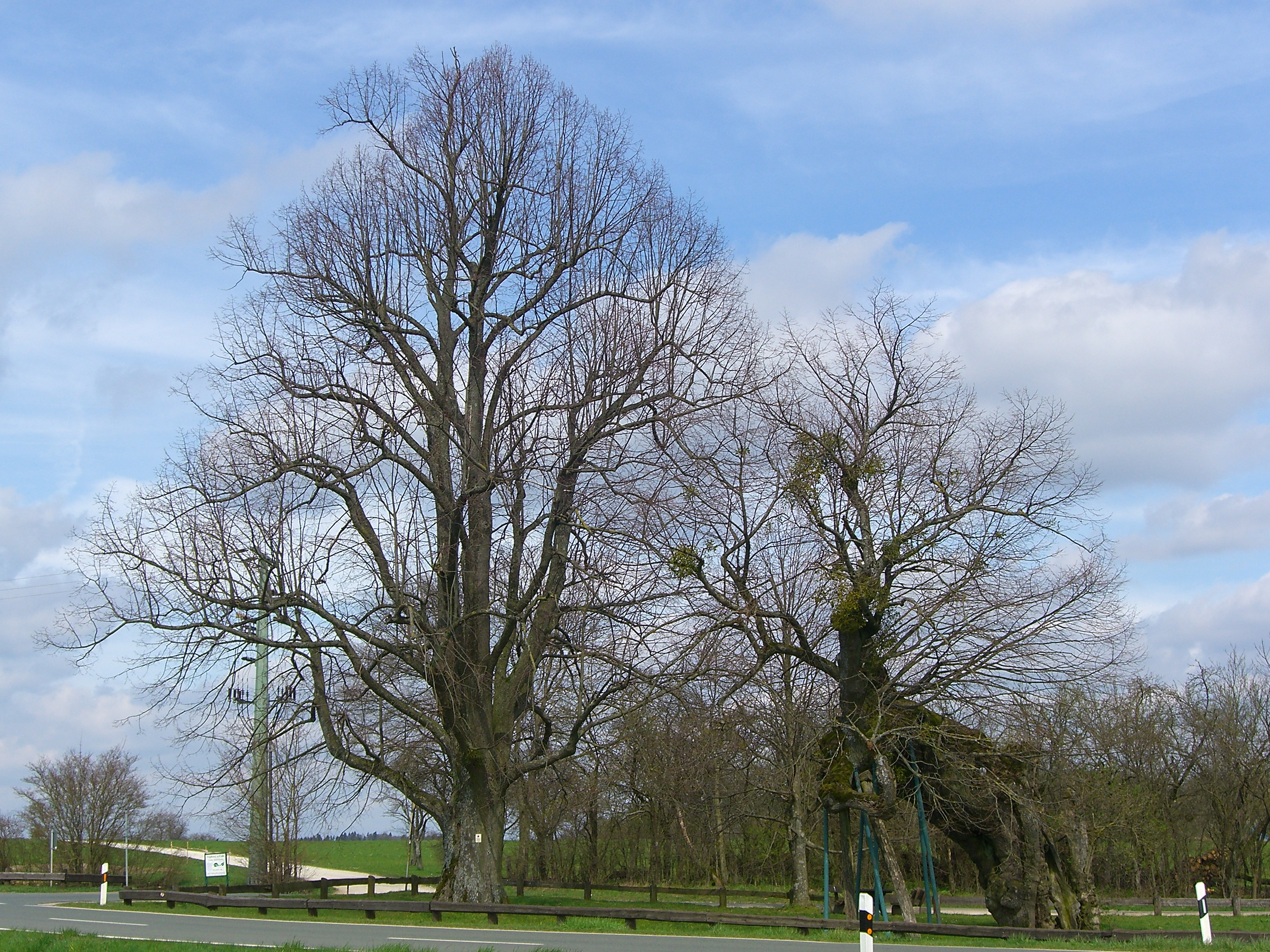
2007
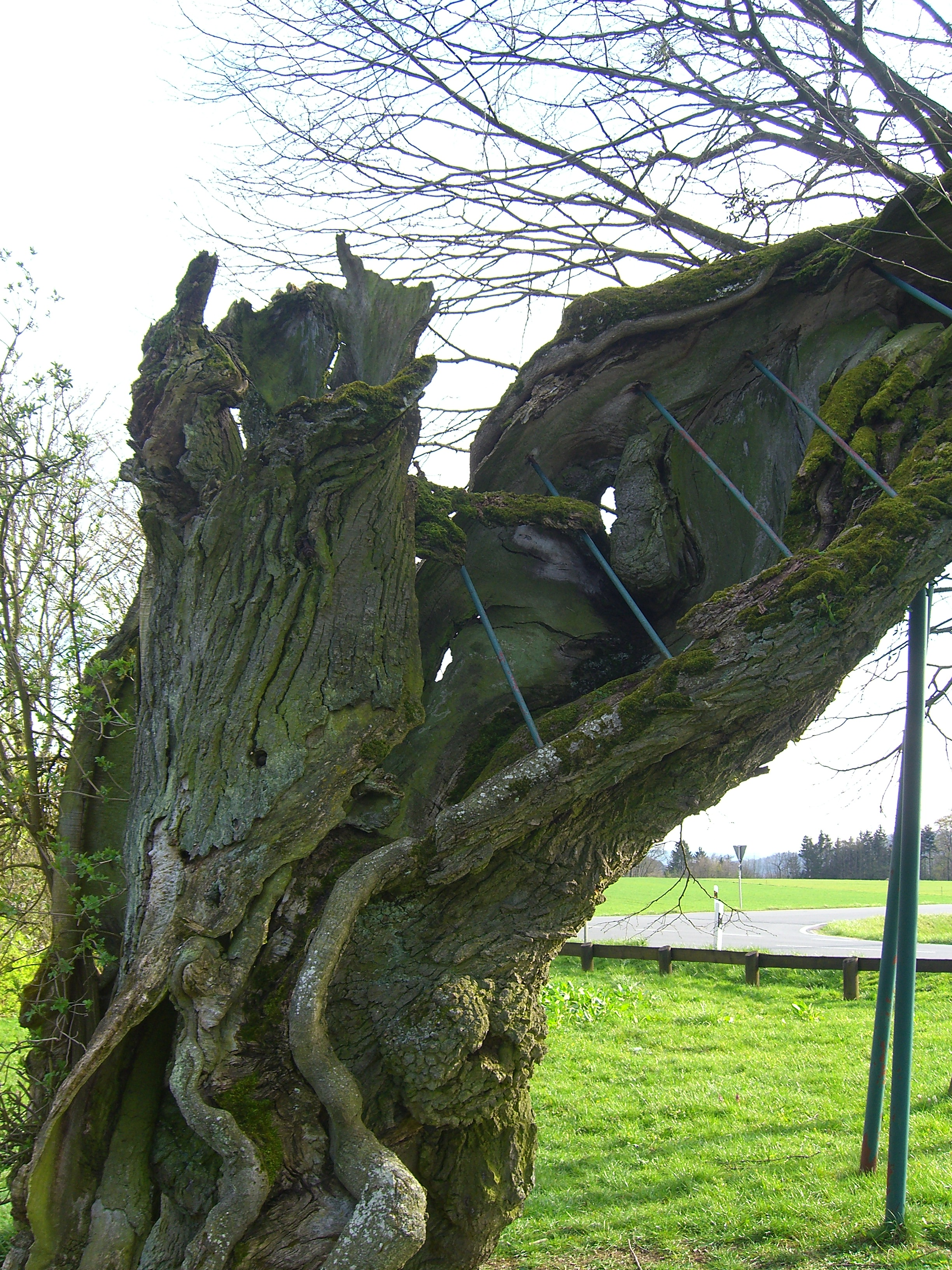
Vue du tronc, en 2006 ou 2007
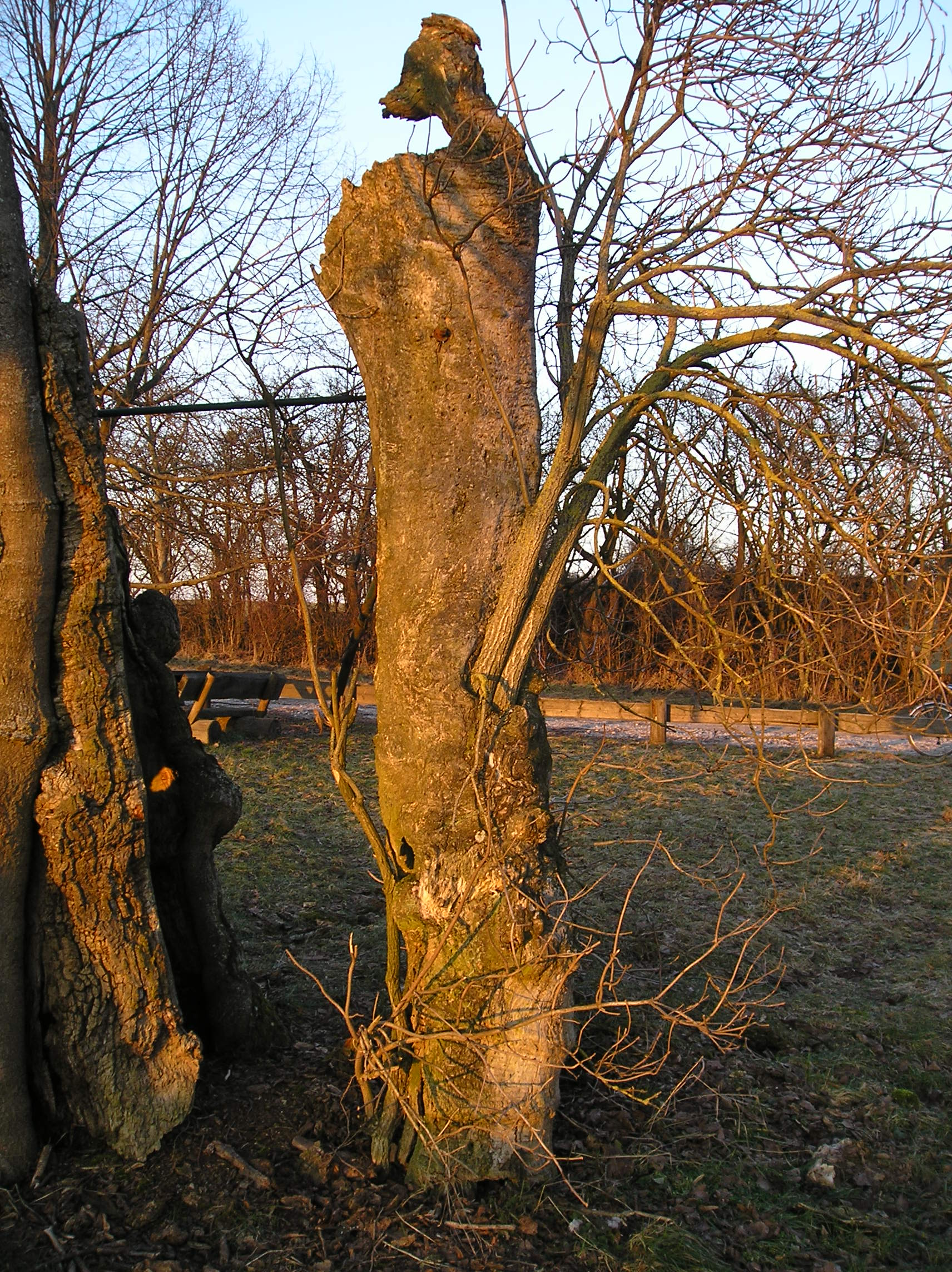
Vue du tronc, décembre 2008

## Tentatives de rénovation
Au cours de l'été 1913, on tenta de retarder la décomposition du tilleul, les frais étant pris en charge par le district de Haute-Franconie et la commune de Kasberg. Les branches furent soutenues, la cavité du tronc traitée et l'arbre clôturé. L'état du tilleul continua cependant à se dégrader. Après un appel aux dons en 1970, l'arboriculteur Michael Maurer (de) de Röthenbach an der Pegnitz fut chargé en 1976 de rénover l'arbre. Les coûts s'élevèrent à 28.000 marks allemands,.

## Tronc
Le tronc du tilleul est en grande partie évidé et détruit à l'exception d'un reste fortement incliné et maintenu par des agrafes en fer et des tiges filetées. Le tronc restant et une branche principale s'étendant approximativement à l'horizontale sont soutenus par plusieurs tiges de fer et de bois. Du sureau s'est installé dans le tronc et pousse vers l'extérieur à travers une ouverture. L'écorce est recouverte de mousses et de lichens à de nombreux endroits, et certaines parties du feuillage sont couvertes de gui. Entièrement conservé, le tronc aurait une envergure d'environ 16 mètres. En 1987, la circonférence du tronc était de 11,2 mètres, dont il ne reste actuellement (2009) que huit mètres. Les mesures effectuées à l'endroit où le diamètre était le plus faible ont révélé une circonférence de 4,6 mètres. En 1990, la hauteur totale de l'arbre était de 11 mètres, pour une envergure de 16 mètres.

## Âge
Comme il manque le bois le plus ancien du centre du tronc, il n'est possible ni de compter les cernes annuels ni de procéder à une datation par le carbone 14. L'âge réel du tilleul ne peut donc être qu'approximativement estimé. En 2008, un représentant du Deutsches Baumarchiv a estimé qu'il avait entre 600 et 800 ans ; à plusieurs reprises, on a supposé qu'il avait plus de 1000 ans,,, ce qui en ferait l'un des dix plus vieux tilleuls d'Allemagne.

## Sol
Le sol autour du tilleul est constitué de matériaux d'altération calcaires et argileux du Jura blanc (de).

## Autres tilleuls
Un autre tilleul, dont l'âge est estimé entre 100 et 150 ans, se trouve à proximité immédiate. Après la mort du vieux tilleul de Kasberg, il devrait le remplacer en tant qu'arbre marquant.
Il existe également des tilleuls plus ou moins anciens à d'autres endroits dans et autour de Kasberg, par exemple au centre du village de Kasberg se trouve un tilleul probablement vieux de plusieurs siècles. Lorsque la littérature parle d'un tilleul supérieur et d'un tilleul inférieur, des confusions ne sont donc pas totalement exclues. La plupart des autres arbres sont toutefois nettement plus bas que l'arbre traditionnellement désigné comme tilleul de Kasberg.